# Vogeltoffelfelsen

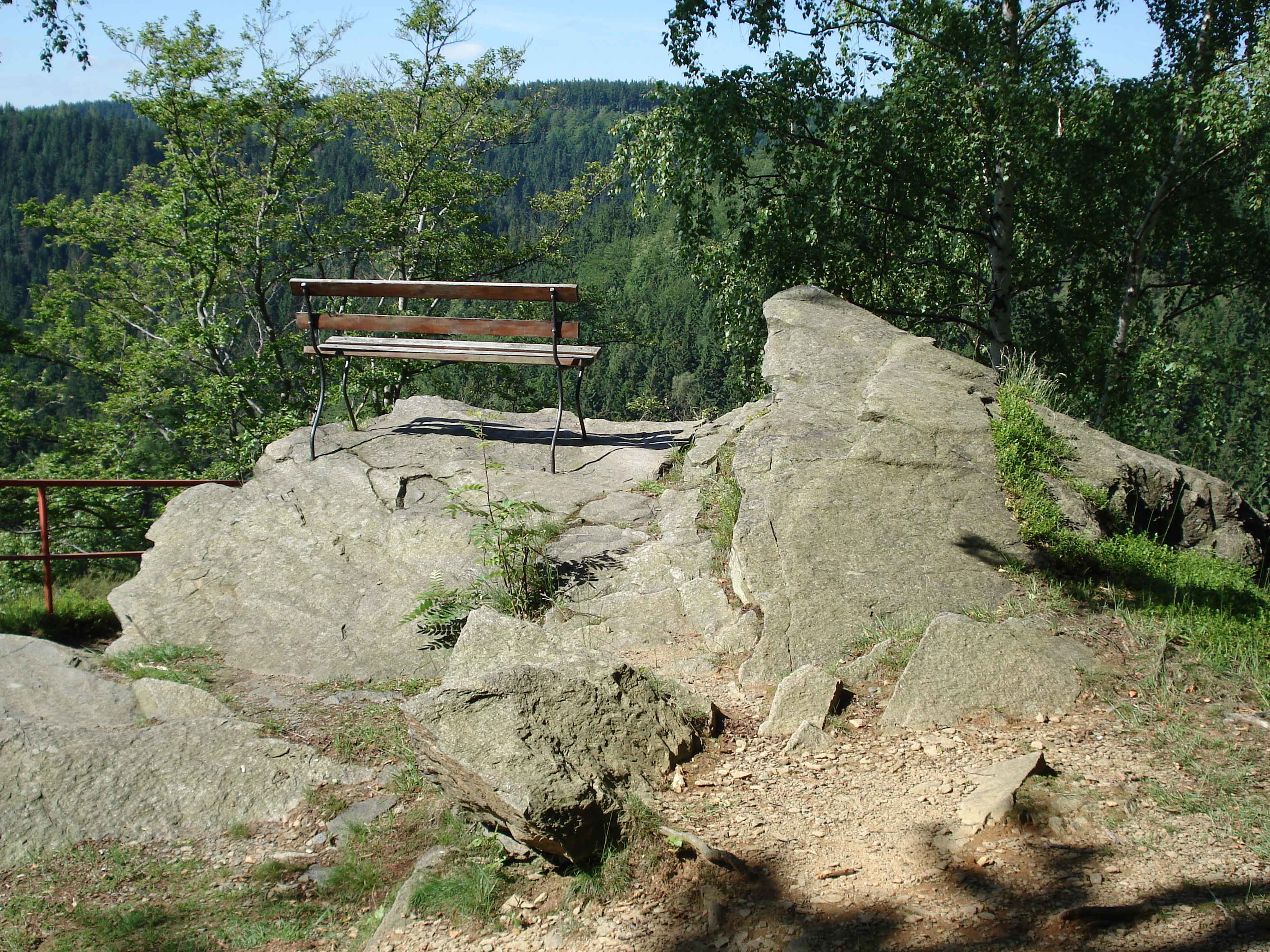
Sitzbank auf dem Vogeltoffelfelsen bei Ansprung

Der Vogeltoffelfelsen ist ein Aussichtspunkt im Hinteren Grund genannten Teil des Schwarzwassertals beim Marienberger Ortsteil Ansprung im mittleren Erzgebirge. Er liegt etwa 130 m über der Talsohle unweit der Hüttstattmühle.